# Равно-Село
Ра́вно-Се́ло (болг. Равно село) — село в Тирговиштській області Болгарії. Входить до складу общини Антоново.

## Населення
За даними перепису населення 2011 року у селі проживали 46 осіб, усі — турки.
Розподіл населення за віком у 2011 році:
Динаміка населення: